# Чейплизод
Чейплизод (англ. Chapelizod; ирл. Séipéal Iosóid) — городской район Дублина в Ирландии, находится в административном графстве Дублин (провинция Ленстер).

## История
Некоторое время на территории Чейплизода размещался полк Королевской ирландской артиллерии, здесь находились его штаб-квартира и казармы. Также, тут располагалась резиденция вице-короля Ирландии (лорда-наместника).

## В литературе
Чейплизод неоднократно упоминается в различных литературных произведениях, являясь местом действия романов: «Дом у кладбища», «Дух мадам Краул» и «Чейплизодские истории о привидениях» Джозефа Шеридана Ле Фаню, а также «Поминки по Финнегану» Джеймса Джойса.

## Галерея

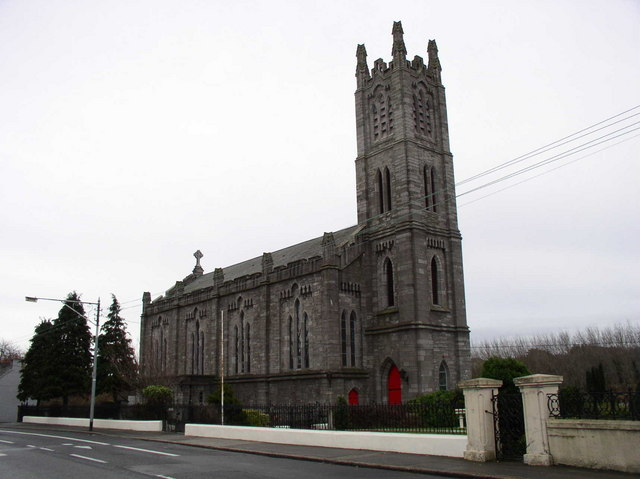
Католическая церковь
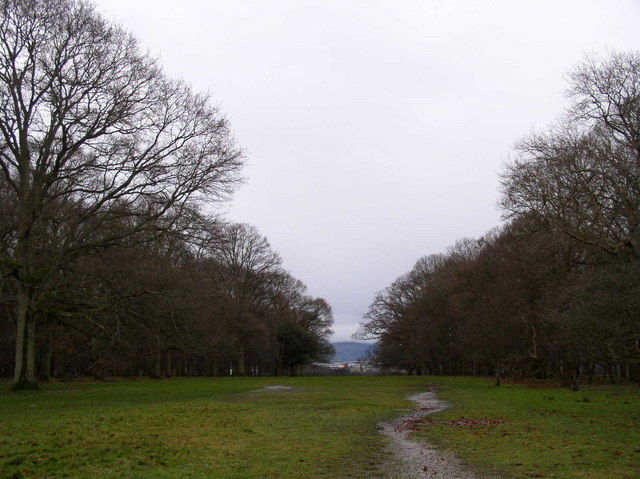
Парк «Феникс»